# Fălești
Făleşti (ryska: Фалешты) är en distriktshuvudort i Moldavien. Den ligger i distriktet Făleşti, i den nordvästra delen av landet. Făleşti ligger 120 meter över havet och antalet invånare är 14 377.
Terrängen runt Făleşti är platt. Trakten runt Făleşti består till största delen av jordbruksmark.